# Personer i Artemis Fowl
Här beskrivs persongalleriet i Artemis Fowls fiktiva värld. För bokserien, se Artemis Fowl.

## Huvudpersoner
Artemis Fowl II, ofta omnämnd som Artemis Fowl eller bara Artemis, är ett underbarn som har tagit ansvar för återuppbyggnaden av familjen Fowls förmögenhet sedan sin fars försvinnande. Detta gör han genom att använda sina mentala och materiella resurser i en kriminell verksamhet. Hans främsta plan för att återerövra familjeförmögenheten är att kidnappa en vätte. På grund av slumpens nycker blir det Löjtnant Holly Short, medlem i den underjordiska vättepolisen PYSS, som blir kidnappad. Genom kidnappningen hoppas Artemis på att erövra det guld som vättarnas råd har avsatt för lösesummor. Trots denna början på deras bekantskap samarbetar Artemis och Holly senare vid flera tillfällen för att rädda världen från dess undergång.
Under böckernas gång kan man märka hur Artemis utvecklas moraliskt och emotionellt.
Artemis påminner smått om en vampyr enligt författaren. Även om Artemis inte beskrivs ingående i böckerna tror de flesta läsare att han är mystiskt vacker i och med att han är blek och kall men karismatisk.[källa behövs] Trots/Tack vare sitt överlägsna intellekt har Artemis aldrig involverat sig i någon stadig kärleksfylld relation. Han gör dock visa romantiska böjelser mot Holly i "Tidsparadoxen" där de på grund av tidsresornas outforskade naturlagar har fått sina verkliga åldrar ändrade.
Fowls valspråk är "Aurum est potestas", "Guld är makt".
Domovoi Butler är Artemis butler och livvakt. Familjen Butler har tjänat familjen Fowl i flera generationer. En medlem i familjen Butler tilldelas en Fowl-ättling vid skyddslingens födsel. Detta upprag gäller sedan tills en av parterna dör.
Butler innehar en omfattande utbildning i kampsporter och om världens flesta vapen. I "Det kalla kriget" nämns det att det enbart finns två män som är bättre utbildade i olika kampsporter än Butler varav en av dessa är en släkting till Butler. Under alla de år Butler har skyddat Artemis har han blivit mer än bara en livvakt. Han är en av Artemis goda vänner och är nästan som en far för Artemis. Namnet Domovoi kommer från en slavisk skyddsande vilket nämns som hastigast i "Evighetskoden".
Kuriosa: Butler är den enda kända människan som överlevt en attack från ett troll. I "Artemis Fowl" får man veta att substantivet "butler" troligtvis kommer från familjenamnet Butler.
Juliet Butler är Butlers lillasyster som fram till tredje boken, "Evighetskoden", utbildade sig till livvakt. Juliet introducerades redan i den första boken och spelar en viktig roll i "Evighetskoden". Juliet är en mycket speciell tonåring vilket illustreras av följande citat från tidigare nämnda bok
| ” | Till sin artonårsdag önskade Juliet Butler sig, och fick, en ribbad judoväst, två tunga kastknivar och en video med en hatmatch i wrestling. /---/ Juliet var ovanlig på många sätt. För det första kunde hon träffa en rörlig måltavla med vilket vapen som helst, och dessutom kunde hon slänga de allra flesta människor avsevärt mycket längre än hennes tillit till dem sträckte sig, | „ |

Holly Short är en av de första kvinnliga PYSS-officerare någonsin men det hindrar henne inte från att vara mer kvalificerad än de flesta av sina manliga kollegor. Holly ser upp till Julius Root som nästa är som en far för henne . Holly följer orubbliga moraliska regler och förlitar sig på intuition snarare än regler. Detta har gett henne problem med de byråkratiska höjdarna inom polisväsendet vid ett flertal tillfällen. Holly kidnappas av Artemis i den första boken. Senare i serien förlåter hon honom och de lär känna varandra på ett mycket personligt plan och de kan erkänna varandra som vänner. Trots sina uppenbara skillnader utvecklar Artemis ömsesidiga romantiska känslor för henne i "Tidsparadoxen". Efter att ha läkt Artemis från skadorna efter en gorillaattack kysser Holly honom. Dock säger hon senare att hon ångrar det och skyller handlingen på att hon hade blivit ung igen. Dock är det oklart hur deras relation kommer att utvecklas eftersom Artemis lurade Holly att resa med honom tillbaka i tiden och därmed orsakade en kraftig skada i deras relation.
Foaly är en kentaur och PYSS tekniska geni. Han är en aning paranoid och fruktar liksom de flesta vättar att bli upptäckt av människorna. Han har för vana att bära aluminiumfoliehattar för att skydda sin hjärna från strålar som skulle kunna läsa hans tankar och därmed stjäla de briljanta idéer han har. Han gör allt han kan för att hjälpa Holly att hävda sig mot hennes manliga kollegor. Han har en tendens att släppa sarkastiska kommentarer vilka har orsakat problem vid flera tillfällen men som ibland har haft en positiv effekt. Foaly gifter sig mellan femte och sjätte boken med kentaur Caballine, en journalist på en av undervärldens tidningar.
Julius Root är kommendörkapten i PYSS har karaktär av en gammal soldat och är mentor till Holly Short och många andra som han har under sitt befäl. Han har för vana att röka svamp-cigarrer. När Julius blir irriterad eller upprörd rodnar hans ansikte kraftigt. Detta har gett honom smeknamnet "Rödbetan". Julius är betydligt hårdare när det gäller att följa PYSS regelverk än vad Holly är.
Mulch Diggums är en kleptomanisk dvärg med explosiva tarmgaser. Han övertalades av kommendörkapten Julius Root att bryta sig in Fowl Manor i den första boken eftersom han redan hade förlorat sina magiska förmågor. Detta till skillnad från Roots egna officerare. Liksom alla manliga dvärgar är Mulch anpassad för tunnelgränvande. Hans frikopplingsbara käke och snabba matspjälkningssystem har visat sig avgörande i många av hans kriminella företag. Han är en tjuv som älskar lyx och bryr sig föga om lagen. Ändå utvecklar han känslor för Julius och Holly samt även för Artemis och Butler, de människor som han riskerat sitt liv för att rädda.

## Skurkar
Opal Koboi är en tomtenisse och ett narcissistiskt geni samt den största antagonisten i böckerna. Det är Opal som ligger bakom och styr svartalfupproret i "Det kalla kriget" men besegrades med PYSS hjälp av Artemis och Holly. Hon dyker åter upp i "Slipad Opal" och "Tidsparadoxen". I den förstnämnda vaknar hon upp efter en lång koma och försöker utkräva sin hämnd mot Artemis och vättesamhället. Hon försöker även att kasta in vättarna och människorna i ett krig mot varandra. Detta för att kunna erövra världen.
Opal gjorde sig en stor förmögenhet genom grundandet av "Koboi Labs" som senare ruinerade hennes egen far och drev hennes mamma till vansinne. Opals största rival är Foaly som hon hyser agg mot sedan han vunnit över henne i en teknikrelaterad tävling tidigare under deras utbildning.
Briar Cudgeon är en officer inom PYSS som drivs av en ambition att bli en medlem av rådet. På grund av olyckliga omständigheter i "Artemis Fowl" förlorar Cudgeon förståndet och delar av sin magiska och fysiska kraft. Genom en allians med Opal i "Det kalla kriget" försöker Cudgeon komma tillbaka till PYSS i samband med svartalfupproret. Cudgeon utgör Opals förlängda arm i kontakten med svartalfgänget B'wa Kell.
Jon Spiro är en affärsman från Chicago som figurerar i "Evighetskoden". I samband med Artemis demonstration av en kraftfull minidator stjäl Jon densamme. Detta gör att vättarna befinner sig i livsfara då Jon inte skulle tveka att exploatera dem om han upptäcker deras existens. Jon har även en livvakt vid namn Arno Blunt.
Svartalfer är en vätte-art med ödleliknande organ och en förmåga att frammana eld. Trots sin låga intelligenskvot utgör delar av denna art ett hot mot den undre världen. I synnerhet svartalfgänget B'wa Kell är ett kraftfullt hot vilket illustreras i "Det kalla kriget".
Leon Abbot är en demon och självutnämnd ledare för demonerna. Han är en av de få demonerna som lämnat ön Limbo och återvänt vid liv. Genom sina idéer om människorna försöker Leon motarbeta Artemis med vänner i boken "De försvunna demonerna".
Billy Kong, alias Jonas Lee, är Minervas livvakt i boken "De försvunna demonerna". Billy hyser ett kraftfullt hat mot alla vättar eftersom hans bror Eric dödades av vad Billy tror är demoner. Billy gör ingen skillnad mellan de olika vätte-arterna och utgör således ett hot mot alla vättar och deras vänner.
Ark Sool är Julius ersättare som ny befälhavare inom PYSS med undantag för den tid då Artemis och Holly befann sig på ön Hybras. Ark har ett väsentligt annorlunda ledarskap i förhållande till Julius och blir på grund av detta illa omtyckt av en del inom PYSS.
 Arno Blunt är Jons livvakt i "Evighetskoden". På grund av olika händelser i början av boken förlorar Arno sina tänder och ersätter dem senare med en speciell konstgjord uppsättning tänder. Han anses tillhöra den bästa gruppen livvakter näst efter den grupp familjen Butler återfinns i.
Pex och Chips är två av Jons främsta hantlangare. Deras smeknamn beror på Pex stora Pectoralis major och på att Chips alltid äter chips. Båda är anställda för sin styrka snarare för sin intelligens.
Aloysius "Jägarn" McGuire är en så kallad stålman som skickas till Irland av Jon för att fånga Artemis i "Evighetskoden". Han flyttades senare till en kenyansk stam efter att hans minne blivit modifierat. Detta för att han inte skulle orsaka fler problem.

## Mindre rollfigurer
Artemis Fowl I är familjen Fowls överhuvud och far till Artemis Fowl II. Han förlorade sitt ben i samband med en kriminell affär på Kolahalvön i Ryssland. Den ryska maffian ogillade västerländsk inblandning i deras affärer och sänkte därför Artemis I skepp Fowl Star. Artemis I överlevde dock och kidnappades av maffian. Artemis I blir i "Det kalla kriget" räddad av sin son Artemis II.
Angeline Fowl är mor till Artemis. Hon blev vansinnig efter att hennes make Artemis Fowl I försvann. Angeline spelar ingen betydande roll böcker.
Beckett Fowl är en av Artemis yngre tvillingbröder. Beckett omnämns för första gången i slutet av "De försvunna demonerna". Beckett är jordnära, rolig, kärleksfull men också mycket intelligent. Han har gjort sig känd för att ha konstiga smaker. Till exempel gillar han espresso och sirap, allra helst i samma kopp.
Myles Fowl är en av Artemis yngre tvillingbröder. Myles omnämns för första gången i slutet av "De försvunna demonerna". Myles är liksom Artemis intelligent och pottränade sig själv redan vid 14 månaders ålder.
Giovanni Zito är en engagerad och rik miljövän. Opal utvalde honom till agera marionettförälder i "Slipad Opal" för att hon ska kunna uppnå sina mål att avslöja den undre världen till människorna. I "De försvunna demonerna" påstås Giovann vara en vän till Artemis.
Minerva Paradizo introduceras först i "De försvunna demonerna". Minerva är född senare än Artemis men är liksom han ett tonårsgeni som lyckas fånga en vätte. I Minervas fall är det demonen Nummer 1 och hon har för avsikt att presentera honom inför Kungliga Vetenskapsakademien i Stockholm för att på så vis förtjäna Nobelpriset.
Nummer 1 är en mycket kraftfull demontrollkarl. Nummer ett är den demon som fångas av Minerva i "De försvunna demonerna". Nummer ett lärs upp av demontrollkarlen Qwan med vars hjälp han lyckas rädda ön Hybras. I "Tidsparadoxen" transporterar han Holly och Artemis tillbaka i tiden så att de kan få tag i lemuren som är det enda botemedlet för Artemis dödssjuka mor.
Qwan var den mäktigaste av de ursprungliga demontrollkarlarna som lyfte Hybras ur tiden. Trollformeln gick dock fel och det enda sättet för Qwan och de andra trollkarlarna var att förvandla sig till förstenad form. Qwan är den enda trollkarl som överlevde på detta sätt. Med hjälp av Artemis, Holly, Nummer 1 och Qweffor, en gammal lärling, förde han Hybras tillbaka till dess ursprungliga värld.
 Trouble Kelp är en av PYSS officerare och en god vän till Holly. Hans yngre bror tilltalar honom med smeknamnet "Trubs".
Vinyáya är överstelöjtnant för Sektion Åtta och ett stöd för Julius Root. I "De försvunna demonerna" erbjuder hon Holly ett arbete i den hemlighetsfulla Sektion Åtta. Hon var en av de första att tro på Hollys oskuld i brottshärvan i boken "Slipad opal". Hon var också Hollys flyginstruktör på polisakademin. Under B'wa Kells uppror och angrepp på polishuset var hon den enda rådsmedlem som inte drog sig tillbaka till skyddat område. Istället krävde hon att få ett gevär för att kunna försvara polishuset från angriparna.
Grub Kelp är korpral inom PYSS, Troubles lillebror och lite av en fegis som ofta hänvisar till "mamma sa att".
Chix Verbil är en tomte inom PYSS som räddades till livet av kapten Holly Short i "Det kalla kriget".
Jerbal Argon är en psykiater i "Artemis Fowl" och ägaren till en medicinsk klinik i "Slipad Opal".
Doodah Day är en nisse som bedriver olaglig fiskhandel. Han hyser agg mot Mulch på grund av att Mulch bokstavligen slukade honom och bäddade in honom i flera lager av hårt dvärgsaliv. Doodah blev senare beviljad amnesti och arbetade som Mulchs partner under den tid Holly och Artemis var försvunna i "De försvunna demonerna".
Mervall och Descant Brill är en tomtenissar, tvillingar och medbrottslingar till Opal Koboi i "Slipad Opal" och "Tidsparadoxen". Bröderna arbetar som vaktmästare på den medicinska klinik där Opal vårdades. Det var bröderna Brill som hjälpte Opal att vakna från hennes årslånga koma.